# Râul Chișindia
Râul Chișindia sau Râul Păiușeni este un curs de apă, afluent al râului Crișul Alb din județul Arad. Cursul superior al râului este cunoscut și sub numele de Râul Prundu.

## Hărți
- Harta județului Arad
- Harta munții Zarand  Arhivat în 27 mai 2008, la Wayback Machine.
- Harta munții Apuseni